# Станіслав Гаштольд
Станіслав Гаштольд також Станіслав Гоштовт(пол. Stanisław Gasztołd, біл. Станіслаў Гаштольд; близько 1507 — 18 грудня 1542) — урядник Великого князіства Литовського. Представник литовського роду Гаштольдів гербу Абданк.

## Життєпис
Син одного з найвпливовіших людей свого часу у ВКЛ Альбрехта Гаштовта та його дружини — княжни Софії Верейської.
Мав посади воєвод новогрудського (у 1530 р.), троцького (у 1542 р.), старости упитського..
18 травня 1537 р. одружився з Варварою Радзивілл — майбутньою королевою Польщі, донькою Юрія Радзивілла-«Геркулеса»; дітей у шлюбі не було. Посаг дружини (8000 кіп литовських) забезпечив на замку Сидорова та інших маєтках.
Після його смерті без нащадків згідно тодішніх правил всі маєтки перейшли королю Сигізмунду І Старому, який у свою чергу подарував їх сину Сигізмунду Августу в 1543 році. Сигізмунд І залишив після смерті Станіслава його матері право дожиттєвого посідання маєтків, які належали її чоловіку Ольбрахту.